# Henk Wisman
Henk Wisman (ur. 19 maja 1957 w Amsterdamie), holenderski trener piłkarski. W latach 2005–06 był selekcjonerem reprezentacji Armenii.

## Sukcesy trenerskie
- awans do Eredivisie w sezonie 2003-04 z FC Volendam